# Jana I. Kastilská
Jana I. Kastilská, řečená Šílená (Juana I Castilla la Loca, v poněmčené češtině též Johana Šílená; 6. listopadu 1479 Toledo – 12. dubna 1555 Tordesillas) byla kastilská a aragonská princezna a od roku 1504 královna Kastilie a Leónu, které vládla společně se svým manželem Filipem Sličným.

## Původ
Byla třetím potomkem Ferdinanda II. Aragonského a Isabely Kastilské. Její sestry Isabela a Marie se staly královnami Portugalska, mladší sestra Kateřina se provdala za anglického krále Jindřicha VIII.
O jejím dětství se toho moc neví. Byla prý velmi hezké, tmavooké děvče, avšak málomluvné a uzavřené do sebe. Se svými rodiči často cestovala po království. Stejně jako její sourozenci ovládala latinu. Byla hudebně založená a uměla hrát na kytaru. Jako třináctiletá zažila zničující požár při dobývání Granady.

## Manželství
V roce 1495 jí byl dohodnut sňatek se synem císaře Maxmiliána I. Habsburského, arcivévodou Filipem. V srpnu následujícího roku Jana vyplula z kantábrijského Lareda do Nizozemí. Loď ji dopravila do přístavu Arnemuiden, nacházejícím se na ostrově Walcheren. Odtud se vydala na cestu do Antverp, kde se k ní připojila arcivévodkyně Markéta, Filipova sestra a budoucí manželka jejího bratra Jana. Následně cestovala přes Middelburg a Bergen op Zoom, až konečně 18. října 1496 dorazila do Mechelenu, kde se poprvé setkala se svým budoucím manželem. Byla jím velmi okouzlena a na první pohled se do Filipa zamilovala. Svatba se konala na přání snoubenců již druhý den po jejich prvním setkání.
Novomanželé se usadili v Mechelenu, kde ovšem většinu času prožívala Jana bez svého milovaného manžela, který svůj čas trávil na cestách, lovech a také se věnoval různým zábavám. Jana se stala na Filipovi sexuálně závislá, a proto mu nedokázala skoro v ničem odporovat. Byla zcela v jeho moci a Filip toho náležitě využíval. Postupně Janu izoloval od vnějšího okolí. Všechny dopisy ze Španělska, určené pro Janu, prošly nejprve přes Filipa, a tak není vůbec jasné, kolik se jich k Janě vlastně dostalo. Nic nezměnilo ani narození dcery Eleonory. Filipova zamilovanost se pomalu vytrácela.

## Dědička Kastilie

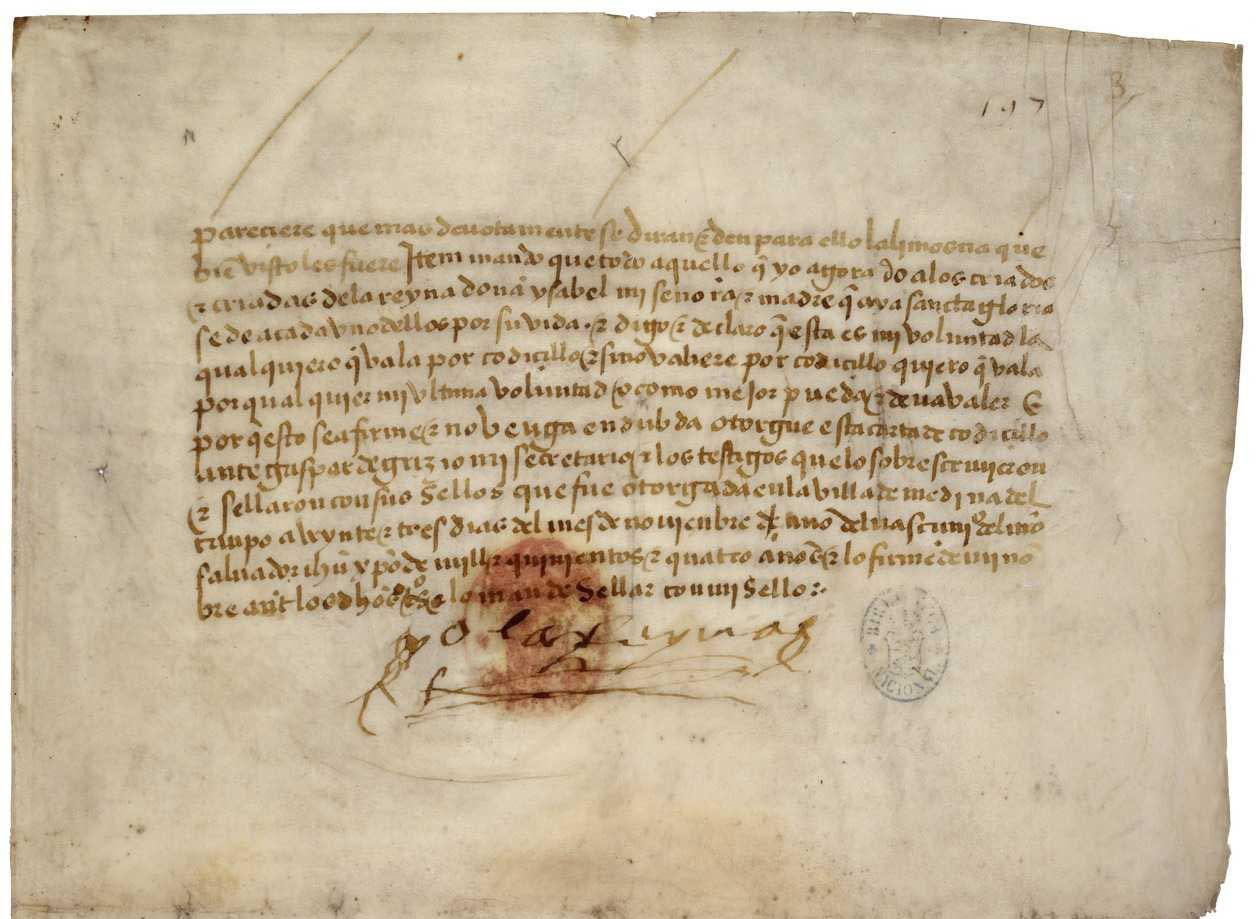
Isabelin testament

Kvůli předčasné smrti svých starších sourozenců a roku 1500 smrti portugalského synovce Miguela (syn starší sestry Isabely) se stala asturijskou kněžnou a dědičkou království svých rodičů. Filip se hned prohlásil kastilským princem. Toho roku se také Jana stala podruhé matkou, když v únoru porodila syna Karla. Čtyři měsíce po narození dcery Isabely se vydala s manželem do Španělska, aby mohla být oficiálně potvrzena jako španělská dědička. Cestou se zastavili na francouzském dvoře Ludvíka XII., kde si vzájemně přislíbili své děti, Karla a Claudii.

Erb Jany a Filipa

Roku 1502 v Toledu byla kastilskými cortesy uznána Jana spolu s Filipem jako dědička koruny. Další země však přísahaly věrnost pouze Janě a Filipa uznaly pouze jako prince-manžela. Aragonie navíc souhlasila pod podmínkou, že v případě narození možného budoucího Ferdinandova mužského potomka připadne koruna jemu.
Kvůli svému čtvrtému těhotenství nemohla Jana odcestovat spolu se svým mužem ze Španělska. Stále byla ve vzpomínkách s Filipem a na nic jiného nemyslela. Zavřela se do svého pokoje a nikoho kromě svých rodičů nechtěla vidět. V té době se u ní začala poprvé projevovat její duševní choroba, kterou zřejmě zdědila po své portugalské babičce, matce královny Isabely. V březnu následujícího roku porodila svého druhého syna Ferdinanda, který strávil dětství u svého stejnojmenného dědečka. Jak jen to bylo možné, plánovala odjezd za Filipem. Protože si Ferdinand dělal o Janu starosti, nechal vyšetřit její duševní stav. V té době již nemocná královna Isabela nechala poté biskupem Donem Juanem de Fonsecou Janu zadržet v pevnosti La Motta v Medinu del Campo, a oddálila tak její odjezd. Když se pak Jana s Filipem konečně setkala, byla jeho chováním zcela zklamána. Filip svou pozornost věnoval jedné z milenek, což Jana nesnesla a ztropila strašnou scénu. Začala na svého muže velmi žárlit a doslova pronásledovat na každém kroku. Hádky mezi manželi byly na denním pořádku. Filip svou ženu proto často zamykal v jejím pokoji a stranil ji společenského života. Na veřejnosti se spolu objevovali jen velmi zřídka.

## Kastilská královna

Znak královny Jany Kastilské a jejího muže Filipa Sličného

### Spory o regentství
Roku 1504 královna Isabela zemřela. Krátce před smrtí nechala pozměnit závěť, ve které ustanovila Janu královnou Kastilie a svého muže zástupcem své dcery. O Filipovi se v závěti nezmínila ani slůvkem. Filip však chtěl vládnout také, a proto se snažil prokázat, že je Jana nemocná a neschopna vlády. Doufal, že ho Ferdinand nechá kortesy prohlásit regentem. Ferdinand se však kortesy nechal jmenovat sám. A tak mezi tchánem a zetěm propukly spory o kastilské regentství. Ferdinand si nechal od Jany podepsat dokument, ve kterém ho ustanovila svým zástupcem. Podobným způsobem ustanovila svým regentem také Filipa, který se postaral o to, aby byla nadále izolovaná od vnějšího světa. Následně Filip prohlásil Janu za schopnou vládnout, aby si udržel moc.

### Dohoda o vládě
Filipův tchán se v následujícím roce podruhé oženil. Jeho manželkou se stala Germaine z Foix, neteř francouzského krále Ludvíka XII. Ferdinand sňatkem upevnil vztahy s Francií a zároveň ohrozil Janino nástupnické právo na aragonský trůn. Koncem roku 1505 se však s Filipem v Zaragoze dohodl na společné vládě v Kastilii, přičemž se Johana s Filipem stali jeho vládci a Ferdinand doživotním místodržitelem. V tajné dohodě se domluvili na nutnosti pouze dvou svých podpisů na veškerých dokumentech, jimiž víceméně Janu vyřadili z vládních záležitostí. V té době je na světě již páté dítě kastilského páru, Marie.

Ozdobný erb královny Jany Kastilské

### Nové rozepře
Počátkem roku 1506 se královský pár vydal na plavbu lodí z Vlissingenu do Španělska. Cestou je zastihla bouře a loď zahnala k anglickým břehům. Zde se po letech setkala se svou sestrou Kateřinou, vdovou po waleském princi Arturovi a budoucí anglickou královnou. V Anglii se zdrželi tři měsíce, po kterých se opět vydali na cestu. Dne 26. dubna 1506 dorazili do města A Coruña. Filip jednal se znepokojenou šlechtou, která přišla o nadvládu, držící si v zemi několik staletí. K Ferdinandově nelibosti se mu ji podařilo získat na svou stranu. Mezi oběma rivaly následovala dohoda, smlouva z Villafáfily, ve které stvrdili údajný nezájem královny podílet se na vládě, což bylo pro blaho země vzhledem k jejímu duševnímu stavu jen dobře. Jana se tak stala oficiálně nesvéprávná. Ferdinand však poté prohlašoval, že byl k dohodě Filipem donucen, protože jeho zeť chtěl získat vládu v Kastilii pro sebe. Navíc ve Valladolidu se v té době Jana zdála zcela zdravá a jevila o státní záležitosti skoro přehnaný zájem, který Filip umírnil dalším Janiným těhotenstvím.

## Filipova smrt
Dne 7. září 1506 přijel královský pár do města Burgosu. Ferdinand byl tou dobou na cestách po Itálii. O 15 dnů později Filip umírá. Příčina jeho smrti není zcela jistá, avšak už osm dní před skonem se necítil dobře a měl zřejmě horečku. Jana byla u svého muže celé dny a dělala vše, co jí lékaři radili. Po Filipově smrti se nakrátko ujala vlády, během níž propustila toledského arcibiskupa Cisnerose.

## Uvěznění v Tordesillas
Janino nezvyklé chování vůči zemřelému Filipovi, jehož tělo nechala vyjmout z hrobu kláštera kartuziánů v Miraflores, kde byl po své smrti uložen, a které chtěla sama odvézt do Granady, aby ho zde pohřbila, bylo bráno jako velmi podivné a jako zřejmé propuknutí její duševní choroby. V lednu roku 1507 porodila v Torquemadě své poslední dítě, dceru Kateřinu, se kterou žila v Hormillosu a v Arcosu. Dcerka je to jediné, o co se zajímá, a země se pomalu ocitá v krizi. V červenci se s Janiným souhlasem konečně ujímá vlády Ferdinand Aragonský. Krátce nato nechal Janu uvěznit na zámku v městečku Tordesillas poblíž Valladolidu, kde již dříve také pobývaly dvě jiné královny, Eleonora Portugalská a Eleonora Aragonská. Zde byla Jana až do své smrti – tedy po dobu téměř padesáti let – držena v izolaci. Filipovo tělo bylo poté uloženo v tamním klášteře Santa Clara.

## Aragonská královna

### Jednání o novém vladaři
V roce 1509 se Ferdinandovi narodil syn Jan, který však záhy zemřel a Jana se stala jedinou dědičkou Aragonského království. Po smrti Ferdinanda roku 1516 se kastilským regentem stal Janou propuštěný Cisneros. V Aragonii a Katalánii zvolili kortesy zaragozského arcibiskupa Alfonse Aragonského (Ferdinandův nemanželský syn).
Poté se stavové dohodli a jako nástupce v zemi zvolili Janina nejstaršího syna Karla, pozdějšího římského císaře Karla V., V roce 1517 vycestoval Karel se sestrou Eleonorou z Mechelenu do Španělska. Po příjezdu navštívili matku v tordesillaském vězení a překvapená Jana poté podepsala dokument, ve kterém svému synovi přenechala vládu. Karel poté nechal z Tordesillasu tajně odvést malou Kateřinu. Jana však ztropila obrovskou scénu a možná z toho důvodu ji byla dcerka po několika dnech opět navrácena.

### Karel regentem a spoluvládcem
Než byl Karel oficiálně kortesy uznán za spoluvládce své matky, musel slíbit, že do vysokých funkcí už nebude dosazovat cizince, jak to doposud činil. V případě Janina uzdravení měl matce přenechat vládu. Od té chvíle byl regentem a zároveň Janiným spoluvládcem.
Karel se však postaral o to, aby se Jana z vězení nedostala. Pod dohledem tamního správce de Denia byla Jana držena neustále ve svém pokoji odříznuta od světa. Jako služebné jí byly vybrány pouze starší svobodné ženy, které se zdržovaly jen v Tordesillasu.

### Španělské povstání
V roce 1519 se stal Karel za přispění nemalé finanční částky římským císařem, ale španělský lid nebyl s jeho vládou spokojen. Protestoval proti stále se zvyšujícím daním a špatnému hospodaření Karlova učitele de Chièvrese. Bylo jaro roku 1520 a Karel se chystal na cestu do Německa. Správcem království jmenoval Adriana z Utrechtu a odjel na korunovaci. Ve Španělsku vypukla první občanská válka. Protesty vypukly v Toledu, Seville, Salamance, Zamoře a dalších městech. Povstalci pod vedením Juana de Padilla, Juana Brava a Francisca Maldonada požadovali snížení daní a propuštění Karlových nizozemských rádců. Když královská vojska nevydařeným manévrem vypálila město Medina del Campo, připojila se většina královských měst k povstání. Vznikla tzv. Svatá liga obcí (Santa Junta), která měla svou armádu a zřídila si vlastní vládu. V jejím čele stanul Juan de Padilla, který se vypravil do Tordesillas za královnou Janou, jež zde byla již jedenáct let vězněna.
Ještě před Padillou navštívil Janu kastilský předseda rady de Rojas, aby od ní získal souhlas k potlačení povstalců. Ta se však zdráhala a nic nepodepsala. Padilla Janě vylíčil situaci a ona mu vyjádřila svou podporu. Povstalci poté zvolili jako své sídlo Tordesillas, aby byli své královně nablízku a mohli se s ní radit a vyjednávat. Neustálá jednání s povstalci Janu postupně psychicky vyčerpávala, až nebyla schopna přijímat delegace, ale pouze jejich vyslance. Jana povstalcům nepodepsala žádný dokument a nechtěla jít proti svému synu Karlu. To byla jednou z příčin zhroucení revoluce. Rozhodující bitva povstalců proti vládním jednotkám proběhla 21. dubna 1521 u Villalaru poblíž Tora. Revolucionáři byli poraženi, zajati a popraveni.

## Dožití v Tordesillas

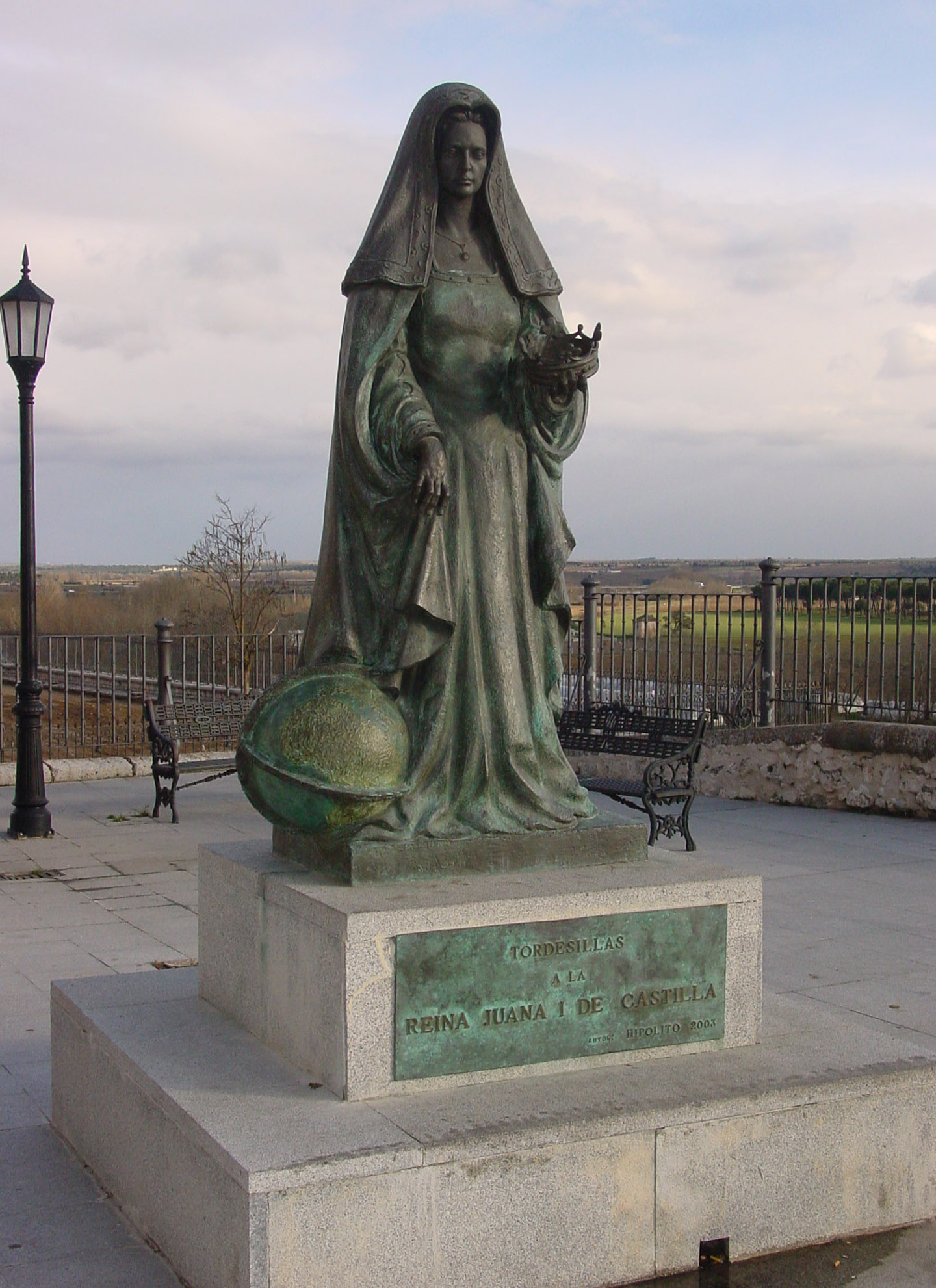
Socha královny Jany v Tordesillas

Jana zůstala v Todesillas na pospas svého žalářníka a jeho ženy. Přísně střežena a odříznuta od světa žila v zatemněném pokoji, pouze ve společnosti dcery Kateřiny, která zde byla do roku 1525, kdy byla provdána. Později Janu na žádost jejího vnuka Filipa navštívil jezuita Francesco de Borja, který jí vytýkal nedostatečnou zbožnost. Podle Jany jí v tom bránily osoby v jejím okolí. Několikrát byla také obviněna z čarodějnictví.
Její tělesný stav se začal zhoršovat, když jí bylo zhruba 60 let. Jednu nohu měla ochrnutou, trpěla nedostatečnou hygienou. Proleženiny jí léčili vypalováním rozžhaveným železem a nemocnou nohu zase ponořením do téměř vařící vody. Pár měsíců před smrtí nechala Janu léčit její vnučka Jana. Sama ji navštívila i s několika duchovními. Již zmíněný Borja se zdráhal udělit Janě svaté přijímání, které jí neudělil ani Domingo de Soto, páter a Karlův zpovědník. Dostalo se jí pouze posledního pomazání. Zemřela 12. dubna ve svých pětasedmdesáti letech. Místo jejího odpočinku bylo několikrát změněno, tak jako u jejího milovaného Filipa. Nejprve byla uložena v klášteře Santa Clara v Tordesillas. Roku 1574 byla převezena do Escorialu. Nakonec bylo její tělo uloženo v Královské kapli v Granadě, po manželově boku.

## Potomci
Jana porodila během nedlouhého manželství celkem šest dětí. Byli to:
- Eleonora Habsburská (15. listopad 1498 – 18. únor 1558) ∞
  - 1/ 1519 portugalský král Manuel I. Portugalský (1469–1521)
  - 2/ 1530 francouzský král František I. Francouzský (1494–1547)
- Karel V. (I.) (24. únor 1500 – 21. září 1558), římský císař a španělský král ∞ 1526 Isabela Portugalská (1481–1559)
- Isabela Habsburská (18. červenec 1501 – 19. leden 1526) ∞ 1515 dánský, norský a švédský král Kristián II. Dánský (1481–1559)
- Ferdinand I. Habsburský (10. březen 1503 – 25. červenec 1564), arcivévoda rakouský, český a uherský král, římský císař ∞ 1521 česká a uherská princezna Anna Jagellonská (1503–1547)
- Marie Habsburská (17. září 1505 – 18. říjen 1558) ∞ český a uherský král Ludvík Jagellonský (1506–1526)
- Kateřina Habsburská (14. leden 1507 – 12. únor 1578) ∞ 1525 portugalský král Jan III. Portugalský (1502–1557)

## Vývod z předků
|                   |                              |  |                  |                            |  |  |  |  |  |  |  | Jan I. Kastilský |
|                   |                              |  |                  |                            |  |  |  |  |  |  |  |                  |
|                   | Ferdinand I. Aragonský       |  |                  |                            |  |  |  |  |  |  |  |                  |
|                   |                              |  |                  |                            |  |  |  |  |  |  |  |                  |
|                   |                              |  |                  | Eleonora Aragonská         |  |  |  |  |  |  |  |                  |
|                   |                              |  |                  |                            |  |  |  |  |  |  |  |                  |
|                   | Jan II. Aragonský            |  |                  |                            |  |  |  |  |  |  |  |                  |
|                   |                              |  |                  |                            |  |  |  |  |  |  |  |                  |
|                   |                              |  |                  | Sancho Kastilský           |  |  |  |  |  |  |  |                  |
|                   |                              |  |                  |                            |  |  |  |  |  |  |  |                  |
|                   | Eleonora z Alburquerque      |  |                  |                            |  |  |  |  |  |  |  |                  |
|                   |                              |  |                  |                            |  |  |  |  |  |  |  |                  |
|                   |                              |  |                  | Beatrix z Alburquerque     |  |  |  |  |  |  |  |                  |
|                   |                              |  |                  |                            |  |  |  |  |  |  |  |                  |
|                   | Ferdinand II. Aragonský      |  |                  |                            |  |  |  |  |  |  |  |                  |
|                   |                              |  |                  |                            |  |  |  |  |  |  |  |                  |
|                   |                              |  |                  | Alfonso Enríquez           |  |  |  |  |  |  |  |                  |
|                   |                              |  |                  |                            |  |  |  |  |  |  |  |                  |
|                   | Fadrique Enríquez de Mendoza |  |                  |                            |  |  |  |  |  |  |  |                  |
|                   |                              |  |                  |                            |  |  |  |  |  |  |  |                  |
|                   |                              |  |                  | Juana de Mendoza           |  |  |  |  |  |  |  |                  |
|                   |                              |  |                  |                            |  |  |  |  |  |  |  |                  |
|                   | Juana Enríquez               |  |                  |                            |  |  |  |  |  |  |  |                  |
|                   |                              |  |                  |                            |  |  |  |  |  |  |  |                  |
|                   |                              |  |                  | Diego Fernández de Córdoba |  |  |  |  |  |  |  |                  |
|                   |                              |  |                  |                            |  |  |  |  |  |  |  |                  |
|                   | Mariana Fernández z Córdoby  |  |                  |                            |  |  |  |  |  |  |  |                  |
|                   |                              |  |                  |                            |  |  |  |  |  |  |  |                  |
|                   |                              |  |                  | Inés de Ayala y Toledo     |  |  |  |  |  |  |  |                  |
|                   |                              |  |                  |                            |  |  |  |  |  |  |  |                  |
| Jana I. Kastilská |                              |  |                  |                            |  |  |  |  |  |  |  |                  |
|                   |                              |  |                  |                            |  |  |  |  |  |  |  |                  |
|                   |                              |  | Jan I. Kastilský |                            |  |  |  |  |  |  |  |                  |
|                   |                              |  |                  |                            |  |  |  |  |  |  |  |                  |
|                   | Jindřich III. Kastilský      |  |                  |                            |  |  |  |  |  |  |  |                  |
|                   |                              |  |                  |                            |  |  |  |  |  |  |  |                  |
|                   |                              |  |                  | Eleonora Aragonská         |  |  |  |  |  |  |  |                  |
|                   |                              |  |                  |                            |  |  |  |  |  |  |  |                  |
|                   | Jan II. Kastilský            |  |                  |                            |  |  |  |  |  |  |  |                  |
|                   |                              |  |                  |                            |  |  |  |  |  |  |  |                  |
|                   |                              |  |                  | Jan z Gentu                |  |  |  |  |  |  |  |                  |
|                   |                              |  |                  |                            |  |  |  |  |  |  |  |                  |
|                   | Kateřina z Lancasteru        |  |                  |                            |  |  |  |  |  |  |  |                  |
|                   |                              |  |                  |                            |  |  |  |  |  |  |  |                  |
|                   |                              |  |                  | Konstancie Kastilská       |  |  |  |  |  |  |  |                  |
|                   |                              |  |                  |                            |  |  |  |  |  |  |  |                  |
|                   | Isabela I. Kastilská         |  |                  |                            |  |  |  |  |  |  |  |                  |
|                   |                              |  |                  |                            |  |  |  |  |  |  |  |                  |
|                   |                              |  |                  | Jan I. Portugalský         |  |  |  |  |  |  |  |                  |
|                   |                              |  |                  |                            |  |  |  |  |  |  |  |                  |
|                   | Jan Portugalský              |  |                  |                            |  |  |  |  |  |  |  |                  |
|                   |                              |  |                  |                            |  |  |  |  |  |  |  |                  |
|                   |                              |  |                  | Filipa z Lancasteru        |  |  |  |  |  |  |  |                  |
|                   |                              |  |                  |                            |  |  |  |  |  |  |  |                  |
|                   | Isabela Portugalská          |  |                  |                            |  |  |  |  |  |  |  |                  |
|                   |                              |  |                  |                            |  |  |  |  |  |  |  |                  |
|                   |                              |  |                  | Alfons I.                  |  |  |  |  |  |  |  |                  |
|                   |                              |  |                  |                            |  |  |  |  |  |  |  |                  |
|                   | Isabela z Braganzy           |  |                  |                            |  |  |  |  |  |  |  |                  |
|                   |                              |  |                  |                            |  |  |  |  |  |  |  |                  |
|                   |                              |  |                  | Beatriz Pereira de Alvim   |  |  |  |  |  |  |  |                  |
|                   |                              |  |                  |                            |  |  |  |  |  |  |  |                  |